# Diego Lugano
Diego Alfredo Lugano Moreno (Canelones, 2 de novembro de 1980) é um ex-futebolista uruguaio que atuava como zagueiro. Desde março de 2021, atua como comentarista na ESPN Brasil.

## Carreira
Nascido em Canelones, filho de Alfredo Lugano e Diana Moreno, Lugano começou a jogar futebol em sua cidade natal, pelo Club Atlético Libertad. Em dezembro de 1998 jogou sua primeira partida com a equipe principal do Libertad, tornando-se campeão da Liga Sub-18. Em 1999 Lugano transferiu-se para o Nacional, de Montevidéu. Três  anos mais tarde, foi emprestado ao Plaza Colonia por duas temporadas.

### São Paulo
Contratado pelo São Paulo no ano de 2003, teve sua estreia em 11 de maio, no empate contra o Atlético Mineiro por 2 a 2. Seu início na equipe paulistana foi conturbado, pois ele chegou com a pecha de "homem do presidente", já que fora o então presidente do clube, Marcelo Portugal Gouvêa que bancou sua contratação, sem a aprovação do então treinador Oswaldo de Oliveira. Nos seus primeiros meses, chegou a ficar de fora de vários jogos, não sendo relacionado nem para o banco de reservas.
Com a saída de Oswaldo de Oliveira, ainda em 2003, passou a ser escalado mais vezes e, com seu estilo raçudo e de muita garra, conquistou a titularidade e o carinho da torcida e foi titular da equipe quando conquistou o Campeonato Paulista, a Libertadores e o Mundial de Clubes em 2005.
Em 2004, um fato inusitado marcou o zagueiro: ele foi detido pela polícia federal no aeroporto de Guarulhos por ter desacatado um agente, após ser solicitado a preencher alguns documentos. Ele jogou seu passaporte na direção do policial, e perdeu o voo para Quito, no qual a equipe embarcou para enfrentar a LDU.
Uma de suas características mais marcantes é a de raramente trocar de camisa com o adversário ao final do jogo, alegando não se sentir confortável com tal ato, em respeito ao torcedor, para quem a camisa do time é sagrada. Chegou a trocar poucas vezes e diz que as mais especiais de sua coleção são as camisas da seleção uruguaia e uma camisa da Seleção Brasileira com o número 13 às costas, dada por Zagallo.
Lugano foi eleito o melhor zagueiro do Campeonato Brasileiro de 2005 por sua força e, principalmente, sua raça, uma de suas características. 

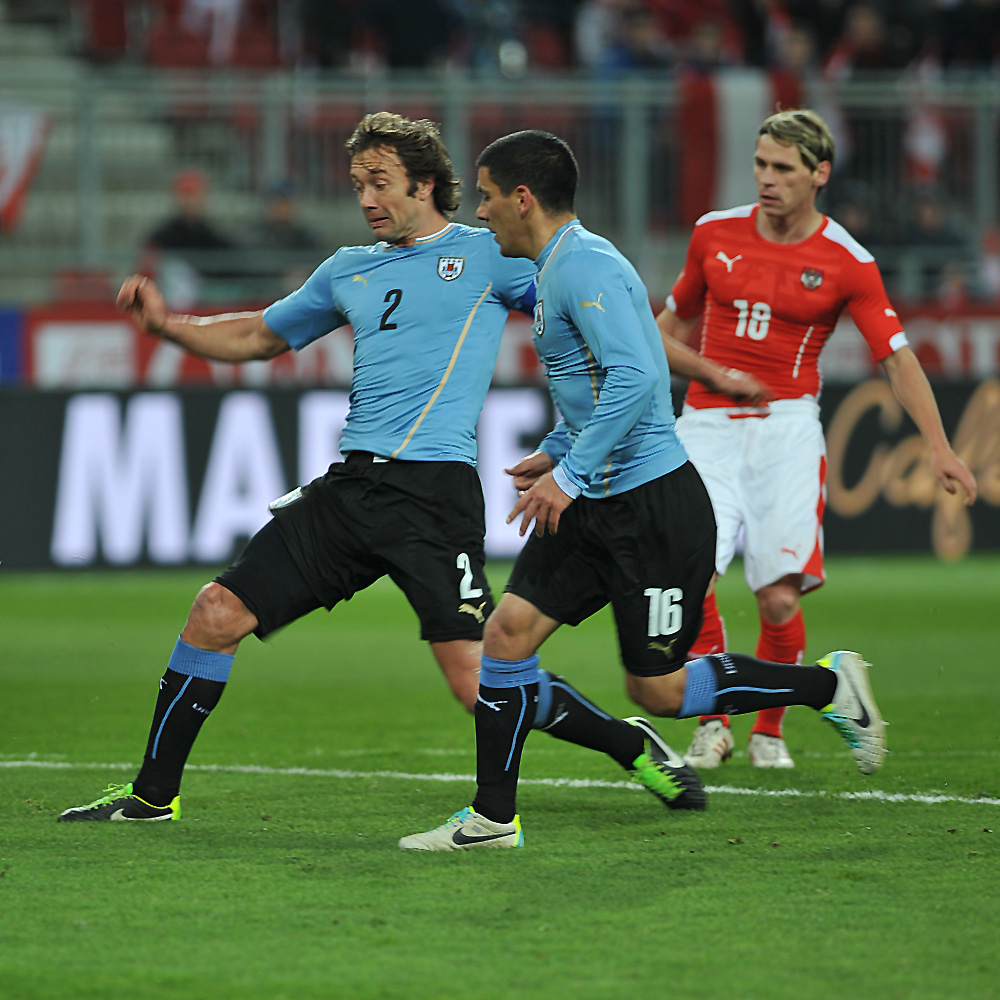
Lugano atuando pela Seleção Uruguaia.

### Fenerbahçe

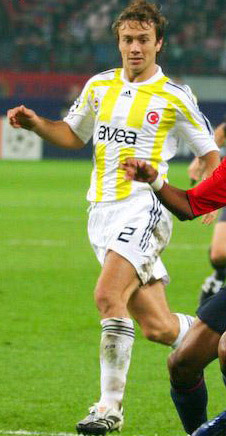
Lugano atuando pelo Fenerbahçe

Em agosto de 2006, após a final da Libertadores da América, foi para o Fenerbahçe, da Turquia. Ainda ídolo em São Paulo, foi recebido por cerca de vinte torcedores, a maioria deles brasileiros, no Aeroporto Internacional de Guarulhos, quando chegou para a partida do Uruguai contra o Brasil, pelas Eliminatórias da Copa do Mundo de 2010, em novembro de 2007. No mês de agosto de 2009 renovou contrato por quatro anos, porém saiu em 2011, ao ser negociado com o Paris Saint-Germain.

### Paris Saint-Germain
Diego Lugano chegou ao Paris Saint-Germain em 27 de agosto, por aproximadamente três milhões de euros.

### Málaga
No dia 21 de janeiro de 2013, fora dos planos do técnico Carlo Ancelotti, Lugano foi emprestado até o final da temporada 2012-13 ao espanhol Málaga. Por não ter sido inscrito na Liga dos Campeões, o zagueiro pôde atuar na competição pelo novo clube.

### West Bromwich
Em 2 de agosto de 2013 acertou por duas temporadas com o West Bromwich. Em 16 de maio de 2014, pediu dispensa do clube, após uma temporada abaixo das expectativas.

### Häcken
Após um ano sem clube, assinou com o Häcken, da Suécia, visando à disputa da Copa América de 2015.

### Cerro Porteño
Após a rápida passagem pelo futebol sueco, retornou a América do Sul, onde assinou com o Cerro Porteño. Pelo clube paraguaio, teve um ótimo rendimento, marcando 5 gols em 16 jogos, conquistando o vice campeonato nacional, após perder o título para o Olimpia.

### Retorno ao São Paulo
Depois de muitos pedidos da torcida tricolor, a diretoria são-paulina começou a ver com bons olhos a vinda de Lugano. O jogador chegou a declarar: "Estou fazendo uso da cláusula de rescisão, mas só utilizo por ser o São Paulo, meu clube. Antes, chegaram propostas muito melhores da Ásia, da China, do Catar, mas não levei em conta porque estava muito bem no Paraguai. Mas o São Paulo faz parte da minha história e decidi."  Após vários dias de negociação com o time do Cerro Porteño para que ocorresse a liberação sem pagamento de multa, no dia 11 de janeiro foi anunciado seu retorno ao Tricolor Paulista, assinando contrato até junho de 2017.
Após várias semanas se recondicionando fisicamente, reestreou pelo São Paulo em partida contra o Rio Claro, pelo Campeonato Paulista. Em 22 de setembro, em jogo contra o Juventude, pela Copa do Brasil, completou 200 jogos com a camisa do São Paulo.
Em 26 de junho de 2017, com o término de seu contrato com o clube próximo (venceria no dia 30 do mesmo mês), Lugano acabaria aceitando renovar seu vínculo com o Tricolor até 31 de dezembro. No entanto, os vencimentos do zagueiro foram reduzidos em cem mil reais.
Fez sua despedida pelo São Paulo na última rodada do Campeonato Brasileiro, no empate por 1 a 1 com o Bahia, no Morumbi.
Em janeiro de 2018, aceitou o convite do São Paulo para ser dirigente do clube, consequentemente encerrando sua carreira como jogador profissional.

## Estatísticas

### São Paulo
| Clube     | Ano   | Campeonato Brasileiro | Campeonato Brasileiro | Copa do Brasil | Copa do Brasil | Copa Libertadores | Copa Libertadores | Copa Sul-Americana | Copa Sul-Americana | Campeonato Paulista | Campeonato Paulista | Mundial de Clubes | Mundial de Clubes | Amistosos | Amistosos | Total | Total |
| Clube     | Ano   | Jogos                 | Gols                  | Jogos          | Gols           | Jogos             | Gols              | Jogos              | Gols               | Jogos               | Gols                | Jogos             | Gols              | Jogos     | Gols      | Jogos | Gols  |
| --------- | ----- | --------------------- | --------------------- | -------------- | -------------- | ----------------- | ----------------- | ------------------ | ------------------ | ------------------- | ------------------- | ----------------- | ----------------- | --------- | --------- | ----- | ----- |
| São Paulo | 2003  | 24                    | 1                     | 1              | 0              | 0                 | 0                 | 6                  | 1                  | 0                   | 0                   | 0                 | 0                 | 2         | 0         | 33    | 2     |
| São Paulo | 2004  | 34                    | 1                     | 0              | 0              | 4                 | 0                 | 4                  | 0                  | 6                   | 0                   | 0                 | 0                 | 2         | 0         | 50    | 1     |
| São Paulo | 2005  | 27                    | 6                     | 0              | 0              | 13                | 1                 | 2                  | 0                  | 14                  | 1                   | 2                 | 0                 | 0         | 0         | 58    | 8     |
| São Paulo | 2006  | 11                    | 0                     | 0              | 0              | 12                | 0                 | 0                  | 0                  | 12                  | 0                   | 0                 | 0                 | 0         | 0         | 35    | 0     |
| São Paulo | 2016  | 13                    | 2                     | 1              | 0              | 4                 | 0                 | 0                  | 0                  | 7                   | 0                   | 0                 | 0                 | 0         | 0         | 25    | 2     |
| São Paulo | 2017  | 5                     | 0                     | 1              | 0              | 0                 | 0                 | 0                  | 0                  | 5                   | 0                   | 0                 | 0                 | 1         | 0         | 12    | 0     |
| Total     | Total | 114                   | 10                    | 3              | 0              | 33                | 1                 | 12                 | 1                  | 44                  | 1                   | 2                 | 0                 | 5         | 0         | 213   | 13    |

## Seleção nacional

### Participações em competições
| Torneo                         | Sede          | Resultado        |
| ------------------------------ | ------------- | ---------------- |
| Copa América de 2007           | Venezuela     | Quarto lugar     |
| Copa do Mundo de 2010          | África do Sul | Quarto lugar     |
| Copa América de 2011           | Argentina     | Campeão          |
| Copa das Confederações de 2013 | Brasil        | Quarto lugar     |
| Copa do Mundo de 2014          | Brasil        | Oitavas de final |

## Títulos
Nacional
- Campeonato Uruguaio: 2000, 2001

São Paulo
- Campeonato Paulista: 2005
- Copa Libertadores da América: 2005
- Copa do Mundo de Clubes da FIFA: 2005[22]
- Campeonato Brasileiro: 2006

Fenerbahçe
- Campeonato Turco: 2006–07, 2010–11
- Supercopa da Turquia: 2007, 2009

Seleção Uruguaia
- Copa América: 2011

### Prêmios Individuais
- Bola de Prata (Revista Placar): 2004, 2005
- Seleção do Campeonato Brasileiro: 2005
- Seleção das Américas (El País): 2004, 2005
- Seleção do Campeonato Paulista: 2005
- Seleção da Copa Libertadores da América (Conmebol): 2005, 2006
- Seleção da Copa América (Conmebol): 2011